# Synagoge (Kamenez)

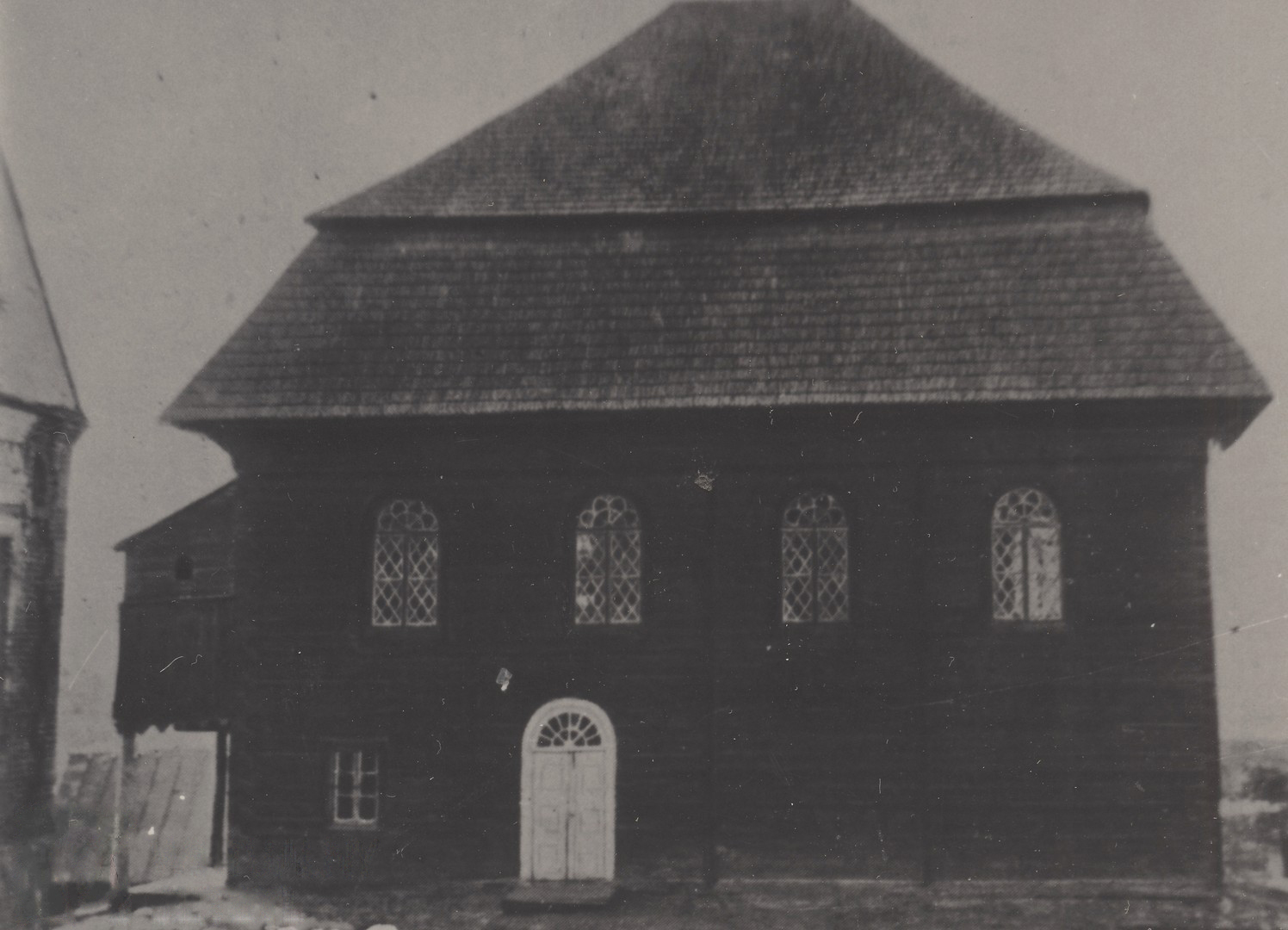
Synagoge (1930)

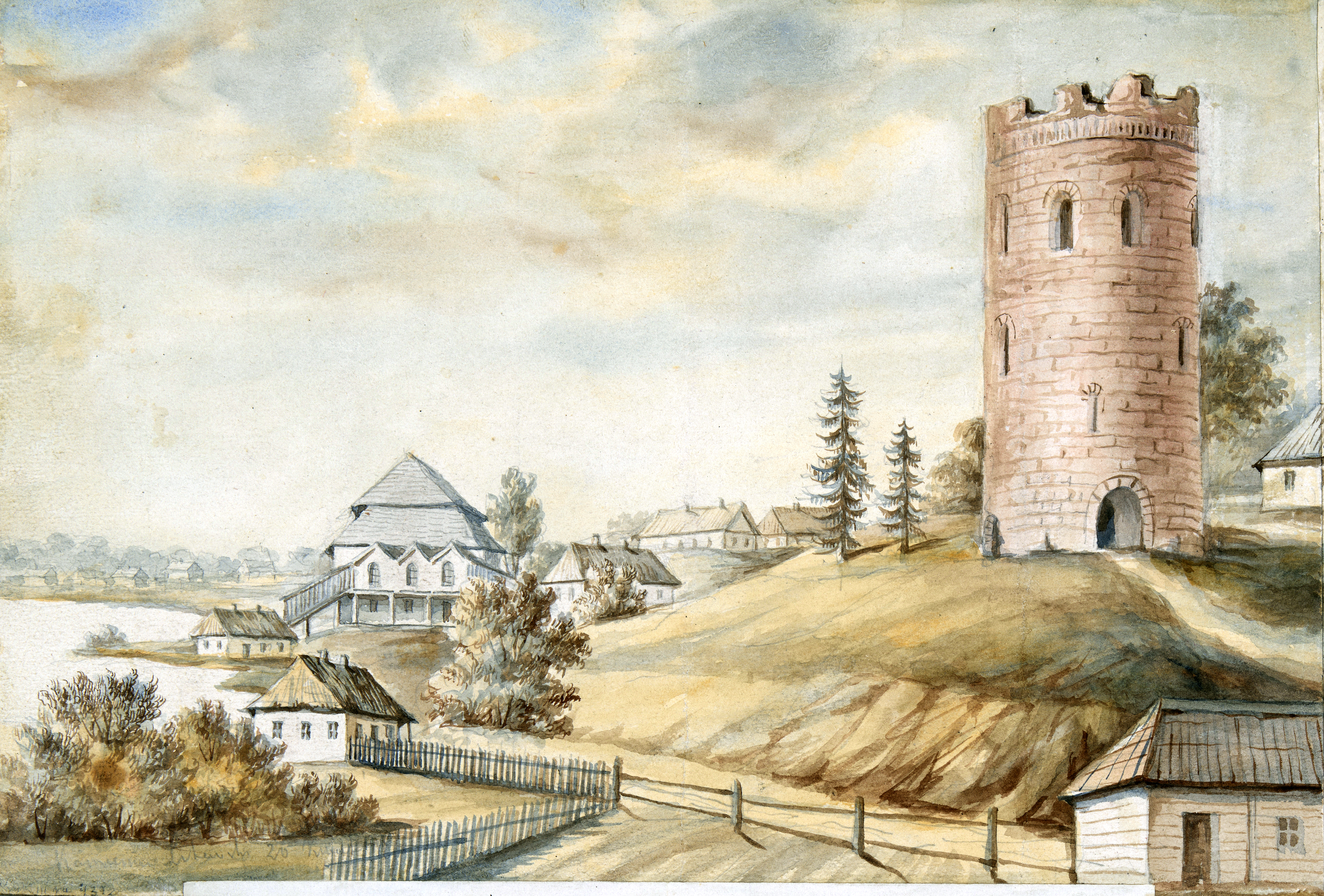
Gemälde von N. Orda (1876)

Die Synagoge in Kamenez, einer belarussischen Stadt in der Breszkaja Woblasz, wurde vermutlich im 18. Jahrhundert erbaut.

## Geschichte
Obwohl es Quellen gibt, die davon ausgehen, dass die Synagoge zwischen 1670 und 1700 erbaut wurde, ist aufgrund des Baustils (Befensterung; Art des Daches) davon auszugehen, dass diese Synagoge im 18. Jahrhundert erbaut wurde und sie eine ältere Synagoge ersetzte. Um 1900 wurde die Westseite umgebaut.
Wann sie zerstört wurde, ist in den vorliegenden Quellen nicht angegeben; der Zweite Weltkrieg ist aber sehr wahrscheinlich.

## Architektur
Das kompakte Gebäude bestand aus der Haupthalle mit vorgelagertem Vestibül und dem Gebetsraum der Frauen darüber. Bedeckt war es mit einem zweistufigen Mansardwalmdach. Auf der Südseite, und sehr wahrscheinlich auch auf der Nordseite, waren vier hoch angebrachte Rundbogenfenster.
Wie auf dem Gemälde von Napoleon Orda von 1867 zu sehen ist, war auf der Westseite eine zweistöckige Galerie, unten offen und oben geschlossen und von drei Giebeldächern bedeckt. Der Zugang zu den Frauenräumen war über zwei externe Treppen rechts und links davon.
Um die Jahrhundertwende (1900) wurde dieser Vorbau sehr wahrscheinlich durch einen langgestreckten Anbau mit einem Pultdach ersetzt.
Über die Innenausstattung sowie Bima und Toraschrein ist nichts bekannt; der Stil auch bei ähnlichen Synagogen in der Region deutet darauf hin, dass innen eine Kuppel in das Dach hineingebaut war.